# Wilby Wonderful
Wilby Wonderful é um filme de Daniel MacIvor (Canadá), lançado em 2004 (diálogo em inglês). 
A atriz canadense Sandra Oh faz o papel da neurótica Carol French.
Esta película trata de um drama sobre as vidas de várias pessoas que residem em um pequeno povoado (fictício) na costa leste canadense, chamado Wilby, nos dias que precedem um festival municipal. A homossexualidade faz parte integral do enredo e é tratada com naturalidade.